# Olmsted Falls
Olmsted Falls est une ville américaine située dans le comté de Cuyahoga, dans l’Ohio. Selon le recensement de 2010, sa population est de 9 024 habitants.